# Lý Khả Cử
Lý Khả Cử (giản thể: 李可举; phồn thể: 李可舉, ? - 885) là một quân phiệt vào cuối thời nhà Đường, ông kiểm soát Lô Long quân (盧龍, trị sở nay thuộc Bắc Kinh) từ năm 876 đến năm 885.
Cha của ông là Lý Mậu Huân, là người Hồi Cốt, thuộc thị tộc A Bố Tư (阿布思). Năm 875, Lý Mậu Huân đã lật đổ Lô Long tiết độ sứ Trương Công Tố trong một cuộc binh biến và nắm lấy quyền cai quản quân, sau đó được Đường Hy Tông chính thức bổ nhiệm là tiết độ sứ. Năm 876, Lý Mậu Huân thỉnh cầu xin cho bản thân được trí sĩ, và cho U châu tả tư mã Lý Khả Cử- làm lưu hậu. Hoàng đế hạ chiếu cho Lý Mậu Huân thoái hưu, bổ nhiệm Lý Khả Cử làm Lô Long lưu hậu, vài tháng sau chính thức bổ nhiệm Lý Khả Cử là tiết độ sứ.
Năm 878, khi Lý Khắc Dụng và cha là Lý Quốc Xương nổi dậy, Lý Khả Cử là một trong số các tướng lĩnh được Đường Hi Tông huy động binh lính để trấn áp. Sau đó, khi Lý Khả Cử tiến đánh Lý Khắc Dụng, Lý Khắc Dụng đóng quân tại Hùng Vũ quân để kháng cự. Sau đó, khi Lý Khắc Dụng phải trở về cứu viện Sóc châu, Lý Khả Cử khiển Hành quân tư mã Hàn Huyền Thiệu (韓玄紹) đánh chặn Lý Khắc Dụng, đè bẹp đội quân của Khắc Dụng và giết được khoảng 7.000 lính, sau đó lại giết được khoảng một vạn lính của Lý Khắc Dụng ở Hùng Vũ quân. Sau đó, khi Lý Quốc Xương bại trận trước quân triều đình, họ buộc phải chạy đến chỗ người Đạt Đát. Nhờ lập được quân công, Lý Khả Cử được ban chức vụ Thị trung.
Năm 882, Lý Khắc Dụng cố trở về Đại Đồng, Lý Khắc Dụng giao chiến với cả Đại Đồng tiết độ sứ Hách Liên Đạc và Lý Khả Cử, đánh bại cả hai, song sau đó bị Hà Đông tiết độ sứ Trịnh Tòng Đảng đẩy lui và lại phải triệt thoái về phía bắc.
Sau đó, Lý Khắc Dụng quy phục triều đình và trở thành Hà Đông tiết độ sứ, ông ta liên minh với Nghĩa Vũ tiết độ sứ Vương Xử Tồn. Cả Lý Khả Cử và Thành Đức tiết độ sứ Vương Dung đều lo sự trước việc Lý Khắc Dụng khuếch trương thế lực, do đó cùng liên kết chinh phục Nghĩa Vũ để sau đó phân chia với nhau. Họ cũng thuyết phục Hách Liên Đạc tiến công Lý Khắc Dụng để ngăn quân Hà Đông đến cứu viện Vương Xử Tồn. Vào mùa xuân năm 885, họ phát động tiến công, Lý Khả Cử khiển bộ tướng là Lý Toàn Trung dẫn 6 vạn binh tiến công Dịch châu- một trong hai châu của Nghĩa Vũ, còn Vương Dung tiến công Vô Cực (無極, nay thuộc Thạch Gia Trang, Hà Bắc).
Thoạt đầu, cuộc tiến công của quân Lô Long giành được thắng lợi, thủ hạ của Lý Toàn Trung là Lưu Nhân Cung chiếm được Dịch châu bằng cách đào một đường hầm xuyên vào trong thành. Tuy nhiên, Vương Xử Tồn sau đó đã đánh bại Lý Toàn Trung và đoạt lại Dịch châu.
Lý Toàn Trung lo sợ sẽ bị Lý Khả Cử trách phạt do chiến bại, vì thế quyết định quay sang chống Lý Khả Cử. Lý Toàn Trung tập hợp các binh sĩ còn lại và tiến công U châu- thủ phủ của Lô Long quân. Lý Khả Cử không khể kháng cự nổi, vì thế ông đem gia quyến lên một tòa tháp rồi phóng hỏa tự sát. Lý Toàn Trung đoạt lấy Lô Long.